# Cosmorhoe janssoni
Cosmorhoe janssoni là một loài bướm đêm trong họ Geometridae.